# Wawrzyniec Gembicki
Wawrzyniec Gembicki herbu Nałęcz (Gębicki; ur. 5 sierpnia 1559 w Gębicach, zm. 10 lutego 1624 w Łowiczu) – arcybiskup gnieźnieński i prymas Polski, biskup chełmiński, biskup kujawski, kanclerz wielki koronny, podkanclerzy koronny, sekretarz wielki koronny, przedstawiciel dyplomatyczny Rzeczypospolitej w Państwie Kościelnym w latach 1595–1598.

## Młodość i nauka
Urodzony 5 sierpnia 1559 r. w Gembicach; pochodził ze średniozamożnej rodziny wielkopolskiej, syn Pawła i Anny Łowęckiej. Po początkowej nauce w Chodzieży oraz dalszej w Akademii Lubrańskiego i Kolegium Jezuitów w Poznaniu, podjął w latach 1576-1577 studia w jezuickiej akademii w bawarskim Ingolstadt, gdzie studiował filozofię i prawo. Kontynuował studia po powrocie do kraju na Akademii Krakowskiej. W czasie studiów wstąpił do stanu duchownego.

## Początki kariery
Po studiach rozpoczął pracę w kancelarii podkanclerzego Wojciecha Baranowskiego. Pracowitość, zdolności oraz poparcie dalszego krewnego, Jana Zamoyskiego przyniosły mu godność sekretarza króla Stefana Batorego, a w 1587 Zygmunta III. W 1595 został sekretarzem wielkim koronnym. Brał w 1596 r. udział w misji do Stolicy Apostolskiej, gdzie jego biegła przemowa ostatecznie przekonała papieża Klemensa VIII o słuszności praw Rzeczypospolitej do Mołdawii.

## Biskup chełmiński
Po powrocie z misji otrzymał kilka beneficjów kościelnych, a następnie 10 listopada 1600 nominację na biskupstwo chełmińskie. Sakrę przyjął z rąk prymasa Stanisława Karnkowskiego, jednak ze względu na brak indygenatu pruskiego spotkał się z oporem sejmiku generalnego Prus Królewskich. Jako biskup zwalczał energicznie reformację, umacniał katolicką organizację kościelną, osobiście wizytował parafie, troszczył się o wzmocnienie dyscypliny kleru, zrewidował statuty kapituły katedralnej chełmińskiej (1603) i utworzył w niej prebendę kanonika-teologa. Mimo oporów kapituły odbył 21 czerwca 1605 r. synod diecezjalny w Chełmży, którego statuty uporządkowały szereg spraw diecezji. Popierał jezuitów w Toruniu, wprowadzając ich tam ponownie przy zbrojnej pomocy szlachty; przywrócił w Toruniu procesje Bożego Ciała. Jako subdelegat papieski nadzorował reformę benedyktynek, podjętą w klasztorze chełmińskim przez energiczną ksienię Magdalenę Mortęską i w 1606 r. zatwierdził ich nową regułę. Brał czynny udział w obradach sejmiku pruskiego oraz uczestniczył w synodzie prowincjalnym w Piotrkowie w 1607 r.

## Biskup kujawski
W 1610 został biskupem kujawskim, wbrew prawu, ale za zgodą króla i sejmu zatrzymując otrzymane wcześniej kanclerstwo. Jako biskup kujawski zdecydowanie występował przeciw luteranom w Gdańsku i przywrócił w tym mieście katolicką organizację kościelną. Osadził jezuitów w Starych Szkotach pod Gdańskiem, wprowadził nowy podział archidiakonatu pomorskiego, a w 1612 odbył synod diecezjalny we Włocławku.

## Prymas i arcybiskup gnieźnieński
12 października 1615 został desygnowany przez króla na arcybiskupa gnieźnieńskiego i prymasa Polski, uzyskując 8 maja 1616 prowizje papieską. Jako metropolita dał się poznać jako świetny gospodarz, odbudowując  zrujnowaną ekonomię archidiecezji. Przeprowadzał liczne fundacje, odrestaurował katedrę gnieźnieńską i liczne kościoły. Wykazał troskę o bibliotekę kapitulną i seminarium. Dbał o rezydencję prymasowską w Łowiczu, ale obdarował też hojnie zakon bernardynów. Jego świetny dwór stał się jednym z ognisk życia kulturalnego Rzeczypospolitej.

## Kanclerz i polityk
W 1607 został podkanclerzym koronnym, a w 1609 kanclerzem wielkim koronnym. Popierał politykę wschodnią Zygmunta III. W 1610 r. brał udział w wyprawie króla na Smoleńsk, zabiegając aktywnie o potrzebne na nią środki finansowe. W 1611 zorganizował w Warszawie wspaniałą ceremonię powitania  powracającego na czele wojska polskiego pogromcy Rosjan, króla Zygmunta III. Gdy polityka moskiewska monarchy poniosła klęskę, oddał w 1613 oddał kanclerstwo Feliksowi Kryskiemu, ale pozostał wierny koncepcji opanowania Rosji. W 1613 przewodniczył w Bydgoszczy komisji sejmowej, mającej zaspokoić żądania nieopłaconego wojska, doprowadzając do ugody i rozwiązania konfederacji. Był zwolennikiem pokoju z Turcją, przekonał jednak duchowieństwa na synodach w Łowiczu w 1620 oraz Piotrkowie w 1621 do finansowego wsparcia rozpoczętej wojny. W 1621 wobec wyruszenia króla na kampanię przeciw Turcji sprawował namiestnictwo w Koronie. Na sejmie w 1623 usiłował doprowadzić do ugody unitów z prawosławiem.
Zmarł 10 lutego 1624 r. w Łowiczu, pochowany w katedrze gnieźnieńskiej w nagrobku z alabastru z jego wizerunkiem. 